# Mixco
Mixco város Guatemalában, a főváros agglomerációjának területén. Az ország második legnépesebb városa, a főváros Guatemalaváros után. A fővárostól kanyonok választják el, amelyeken sok híd található.

## Története
A város területén a spanyol hódítók megérkezési előtti időkben egy kakcsikel erőd állt: ez a helyet ma Mixco Viejo („Öreg Mixco”) néven ismerjük. 1535-ben Pedro de Alvarado ostromolta meg és foglalta el ezt az erődöt, amelynek lakói szétszéledtek, de a következő évben nagy részük visszatért és letelepedett az újonnan megalapított városban, amely ekkor már (Guzmán Szent Domonkos után) a Santo Domingo de Mixco nevet viselte.
Érdekesség, hogy a településen még 1915-ig élt az a szokás, hogy egyszerre két polgármester irányította: egy európai származású és egy indián. Utóbbit az alcalde („polgármester”) szó kicsinyítő képzős változatával, az alcaldito szóval illették, ennek ellenére a valóságban nagyobb hatalma volt, mint a másik településvezetőnek. Mixco 1938-ban kapott villa rangot (ez magasabb, mint a falu, de alacsonyabb, mint a ciudad rangú város), majd 1999-ben ciudaddá nyilvánították.